# Павловский, Лев Константинович
Лев Константинович Павловский (8 апреля 1930, Волховский район, Ленинградская область — 15 июля 2010, Санкт-Петербург) — советский хозяйственный, государственный и политический деятель, Герой Социалистического Труда.

## Биография
Родился в 1930 году в Волховском районе. Член КПСС.
Получил рабочую закалку, а затем был призван в ряды Советской Армии, служил радиотелеграфистом на Балтийском и Черноморском флотах. После увольнения из Вооруженных Сил 5 лет работал токарем ремонтного завода в поселке Назия Волховского района. Механизатор, директор совхоза «Заречье» в колхозе «Заря коммунизма», директор совхоза «Пашский» Волховского района Ленинградской области.
В 1958 году вступил в колхоз «Заря коммунизма», где проводил курс на переход от ручного труда к комплексной механизации. В 1961 году его направили учиться в школу руководящих кадров. Окончив ее с отличием, в течение 7 лет работал директором совхоза «Заречье». Волевой, решительный и инициативный руководитель уделял большое внимание росту продуктивности растениеводства и животноводства. Хозяйство успешно справлялось с выполнением планов и обязательств. Одновременно учился на заочном отделении в Беседском техникуме, а затем в Ленинградском сельскохозяйственном институте.
С 1969 по 1982 год – директор совхоза «Пашский» Волховского района Ленинградской области.
Предложил поэтапное освоение возводящегося животноводческого комплекса. Реализация этой инициативы позволила досрочно поставлять ленинградцам парное мясо. Под его руководством налаживалась передовая технология откорма и выращивания крупного рогатого скота на промышленной основе, обустраивалось село. За высокие трудовые достижения неоднократно награждался орденами и медалями.
Указом Президиума Верховного Совета СССР от 23 декабря 1976 года присвоено звание Героя Социалистического Труда с вручением ордена Ленина и золотой медали «Серп и Молот».
Начальник управления сельского хозяйства Леноблисполкома, заместитель председателя АПК Ленинградской области, сопредседатель Совета ветеранов при губернаторе Ленинградской области, заместитель председателя комитета Героев Социалистического труда и кавалеров ордена «Трудовая слава» Санкт-Петербурга и Ленинградской области.
Избирался депутатом Верховного Совета РСФСР 10-го созыва.
Умер в Санкт-Петербурге в 2010 году. Похоронен на кладбище села Паша Волховского района.